# Цомпантлі

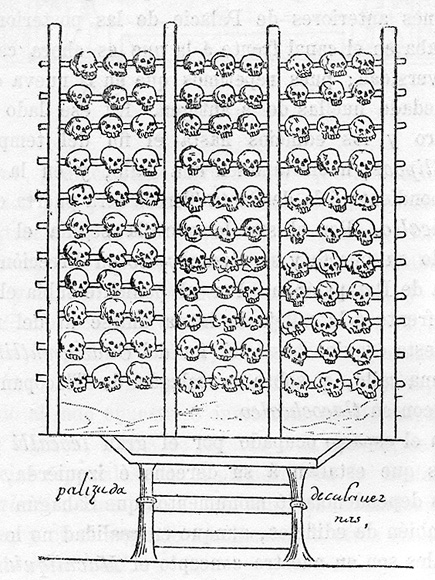
Цомпантлі ацтеків. Кодекс Дуран

Цомпантлі (tzompanlli) — стійка з черепів у стародавніх народів Месоамерики для публічної демонстрації черепів людей, принесених ужертву. Традиція бере свій початок приблизно з 600 року н. е. З мови науа перекладається як «зібрання черепів» (інший варіант — («стінка (рядок) черепів»). Основу знань про них становлять археологічні дослідження та відомості з кодексів ацтеків.

## Опис
Складалася з кам'яної платформи (рідше стіни), на яку кріпилися дерев'яні вертикальні жердини та горизонтальні перекладини. Інколи черепи кріпилися безпосередньо до кам'яної стіни, після чого оброблялися вапняком. Дослідники часто називають власне цомпантлі кам'яну основу чи каркас, проте зазвичай під назвою розуміється будова загалом.
На жердини вішали оброблені черепи принесених у жертву. Насамперед це були полонені (в результаті квіткових війн), а також раби (спеціально куплені або подаровані). Тривалий час традицію впровадження зведення цомпантлі приписували тольтекам, які встановили такі будови в Толлані (сучасна Тула). Втім останні дослідження довели, що звичай належить представникам сапотекської цивілізації. Неподалік м. Ла Койотера (штат Оахака, Мексика) виявлено рештки цомпатлі, яке датується між II ст. до н. е. і III ст. н. е. На ньому вчені вважають могла розміщуватися 61 череп. Втім саме тольтеки поширили цей звичай.
Основна функція цомпантлі мала культовий характер. Водночас це було зовнішнє демонстрація сили володарів, підтверджувався політичний авторитет, залякувалися поневолені народи та залежні міста.
Цомпантлі Мішкоатля в Толлані (давній столиці тольтеків) за описом був заввишки 2 «estados» (3 м) і мав 7 або 8 перекладин, з проміжною відстанню між ними близько 0,4 м.
Найбільш масштабними були цомпантлі в ацтеків. Довжина цомпантлі в Теночтітлані, відповідно до записів хроніста Дієго Дурана, була 30 «braza» (50,16 м), ширина — 30 «pies» (8,4 м), відстань між жердинами — 1 «braza» (1,67 м), відстань між горизонтальними жердинами — ½ «vara» (0,42 м). Кожен з'єднаний прут мав по 20 черепів, а вертикальні жердини були завдовжки з «високе дерево». Про висоту і про кількість жердин в описі нічого не йдеться. За підрахунками дослідників на такому цомпантлі за 1 раз могла розміститися близько 60 тис. черепів.
У 2015 році фахівці Інституту археології та історії (Мексика) на вулиці Гватемала, в історичному центрі Мехіко, на глибині 2 м виявили прямокутну платформу, що завдовжки 45 м, завширшки 6 м, завдовжки 13 м. В її центрі знайдені людські черепи(поки що у кількості 35), викладені у формі круга і скріплені вапняним розчином, піском і гравієм тесонтлі. Вчені вважають, що тут знаходився головний цомпантлі Теночтітлана — Уей цомпантлі.
Бернардіно де Саагун згадував 5 таких цомпантлі, рами для черепів зі столиці ацтеків. Вони були набагато менше основного цомпантлі.
У післякласичний період майя Юкатана перейняли традицію, коли черепа принесених в жертву містилися на особливих стійках. Це насамперед пов'язано з походами тольтеків й підкоренням майя наприкінці X — на початку XI ст. На стіні мавзолею II (Будівля 2D-2) в Чичен-Іца є зображення такого цомпантлі. Тут кам'яна стіна слугувала основою для дерев'яних рам, на яких вішалися черепа вбитих ворогів. На тепер залишилася лише стіна.

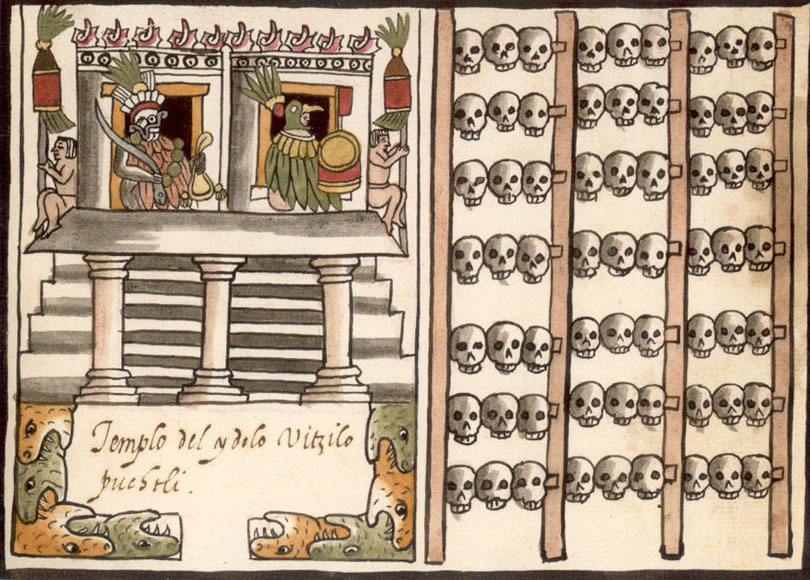
Зображення цомпантлі. Кодекс Рамірес